# Буланий Іван Тихонович
Іван Тихонович Буланий (нар. 1918, село Воздвижівка, тепер Гуляйпільського району Запорізької області — ?) — український радянський діяч, 1-й секретар Зіньківського райкому КПУ Полтавської області, 2-й секретар Полтавського сільського обкому КПУ, заступник міністра культури Української РСР.

## Біографія
Учасник німецько-радянської війни.
Член ВКП(б) з 1942 року. 
Перебував на відповідальній партійній роботі. 
На 1957—1958 роки — 1-й секретар Зіньківського районного комітету КПУ Полтавської області.
З 1960? до січня 1963 року — завідувач відділу партійних органів Полтавського обласного комітету КПУ.
5 січня — 9 травня 1963 року — секретар Полтавського сільського обласного комітету КПУ — завідувач ідеологічного відділу сільського обкому.
9 травня 1963 — 14 грудня 1964 року — 2-й секретар Полтавського сільського обласного комітету КПУ — завідувач ідеологічного відділу сільського обкому.
14 грудні 1964 — 7 червня 1968 року — секретар Полтавського сільського обласного комітету КПУ.
У 1968 — після 1981 року — заступник міністра культури Української РСР. Був відповідальним за музейні установи УРСР.
Потім — на пенсії.

## Нагороди
- орден Трудового Червоного Прапора (26.02.1958)
- орден Вітчизняної війни 1-го ступеня (1.08.1986)
- ордени
- медалі
- Почесна грамота Президії Верховної Ради Української РСР (1968)